# أبو نضوة أصهب
أبو نضوة أصهب (الاسم العلمي Buceros hydrocorax)، نوع طير من جنس أبو نضوة وفصيلة أبو قرن. موطنه الفلبين.